# 後藤秀夫
後藤 秀夫（ごとう ひでお、1923年9月10日 - 1991年2月14日）は、日本の昭和期の戦後に活躍したプロボクサー。和歌山県出身。日本フェザー級チャンピオン。

## 略歴
アマチュア時代は強豪として鳴らした技巧派のアウトボクサー。早稲田大学在学時、当時花形スポーツであった学生ボクシングのスターとなる（後藤をモデルに「大学の虎」（鶴田浩二主演）なる映画も製作された）。
大学卒業後の1949年プロ入り、いきなり8回戦からデビュー。翌年、13戦目で早くも日本タイトルに挑戦、ベビー・ゴステロを判定で下し見事日本フェザー級チャンピオンとなる。その翌月には秋山政司の持つライト級タイトルに挑戦したが、判定で敗れた。
また、前王者ゴステロに敗れフェザー級王座も失うが、翌1951年には来日した当時のフライ級チャンピオン、ダド・マリノとノンタイトル戦を行い、引き分けに持ち込む善戦でその実力を見せつけた。
その後田中昇に勝って日本フェザー級タイトルを再奪取。堀口宏、赤沼明由の挑戦を退け二度の防衛に成功したが、1952年、赤沼との再戦に敗れタイトルを失った後は、公言していた通り即座に引退を発表。
その後はスポニチ記者として活躍した。墓所は多磨霊園(22-1-106)

## 通算戦績
43戦28勝11敗1引分け3EX